# تاريخ الشعب السامي
الشعب السامي هم شعب أصلي في شمال أوروبا يعيش في منطقة سامي (سامبي) التي تشمل أجزاء الشمالية من السويد والنرويج وفنلندا وشبه جزيرة كولا في روسيا. استمر نمط حياتهم التقليدي الذي يهيمن عليه الصيد والتجارة حتى العصور الوسطى المتأخرة عندما تم إنشاء الهياكل الحديثة للدول النوردية.
عاش الشعب السامي جنبًا إلى جنب مع جيرانهم لعدة قرون ولكن خلال القرنين الماضيين وخاصة خلال النصف الثاني من القرن العشرين؛ حدثت العديد من التغيرات الكبيرة في ثقافة السامية والسياسة والاقتصاد وعلاقاتهم مع المجتمعات المجاورة. في نهاية القرن العشرين نشبت صراعات بسبب استخدام الموارد الطبيعية ورد الفعل تجاه ذلك أدى إلى إحياء ودفاع عن ثقافة السامي في السنوات الأخيرة، من بين أحد عشر لغة سامية مختلفة التي تم توثيقها تاريخيًا (المعروفة تقليديًا باسم "اللهجات") فقد نجت تسع لغات فقط حتى يومنا هذا ولكن معظمها في خطر الاختفاء.
من الممكن أن كانت وجودية السامي قد وثقت من قبل كتاب مثل تاسيتوس وارتبطوا بشكل غير مؤكد ولكن لفترة طويلة جدًا بالفيني، مع ذلك تعود أول مصادر نوردية من إدخال الرموز وتشمل بشكل خاص حساب الفايكنج أوثير للملك ألفريد من إنجلترا.

## عصور ما قبل التاريخ
المنطقة التي عاش فيها شعب السامي تعرف في اللغة السامية الشمالية باسم "سامي" وتشمل عادة الأجزاء الشمالية من فنوسكانديا. في السابق ربما عاش السامي في مناطق أبعد جنوبًا في فنوسكانديا. تم التكهن في القرنين الثامن عشر وأوائل القرن التاسع عشر بأن بعض الثقافات في عصر الحجر في المنطقة قد ترتبط بأسلاف السامي على الرغم من أن هذا قد تم رفضه من قبل العلماء الحديثين واختبارات الحمض النووي الشاملة.

### العصر الحجري
الرأي السائد اليوم هو أن أقدم استيطان على الساحل النرويجي ينتمي إلى مجموعة ثقافية واحدة تضم ثقافة فوسنا في جنوب ووسط النرويج وما كان يُعرف سابقًا بثقافة كومسا في الشمال. المجمع الثقافي نشأ من ثقافة أهرنسبرغ الباحثة الأخيرة في شمال غرب أوروبا، حيث انتشرت أولاً في جنوب النرويج ثم بشكل سريع جدًا على طول ساحل النرويج بعد انحسار الجليد في نهاية العصر الجليدي الأخير مما فتح مناطق جديدة للاستيطان. يتم تأكيد سرعة هذا التوسع من خلال أن بعض أقدم التواريخ الإشعاعية هي في الواقع من الشمال.
مصطلح "فوسنا" هو مصطلح عام لأقدم المستوطنات على طول الساحل النرويجي من هوردالاند إلى نوردلاند. تم تجاوز التمييز المُعمَّم مع نوع ثقافة كومسا لأدوات الحجر شمال دائرة القطب الشمالي في السبعينيات. اصطلاح "كومسا" كان يشير في الأصل إلى ميزوليثيك شمال النرويج بأكمله، لكنه تم التخلي عنه من قبل علماء الآثار النرويجيين الذين يقسمون العصر الميزوليثيكي الشمالي إلى ثلاثة أجزاء الآن، يُشار إليها ببساطة باسم المراحل 1 و 2 و 3. أقدم المستوطنات الفوسنا في شرق النرويج توجد في هوجنيبن في أوستفولد. أظهر فرد من عصر النيوليثيك في ستايغن وآخرون من سكان إسكندنافيا مزيجًا من الصيادين والمقاتلين الشرقيين والغربيين مما يشير إلى هجرات من العصور النوى لكل من السكان الأساسيين في الشمال النرويجي واسكندنافيا ككل، هذا التوريث المختلط استمر حتى نهاية النيوليثيك كما يُظهره فرد من ترومسو.

## قبل القرن الخامس عشر
تاريخياً فقد عاش السامي في جميع مناطق فنلندا وشرق كاريليا لفترة طويلة على الرغم من أن السامي الشرقي تجاذب مع السكان الفنلنديين والكاريليين بعد هجرة المستوطنين من هامي وسافو وكاريليا إلى المنطقة. يُدعى بأن أسماء المواقع مثل نوكسيو على الساحل الجنوبي لفنلندا تثبت وجود مستوطنات سابقة للسامي. بدأ السامي بالخلط المتزايد مع المستوطنين الفنلنديين والإسكندنافيين مما أدى إلى فقدان ثقافتهم ولغتهم، كما تم تحديد أدلة على وجود السامي سابقًا في الأسماء الجغرافية في شمال غرب روسيا (منطقة أرخانجيلسك ومنطقة فولوغدا)، مع ذلك يُمكن أيضًا أن يُشير هذا إلى وجود سكان سابقين يتحدثون لغة مرتبطة بالسامية ولكن متميزة عن السامي الأصيل.  
مدى انتشار سكان السامية في السابق نحو الجنوب في النرويج موضوع غير مؤكد ومثار للجدل حالياً بين المؤرخين والأثريين. تم تكليف المؤرخ النرويجي ينجفار نيلسن من قبل الحكومة النرويجية في عام 1889 لتحديد هذا السؤال من أجل حل السؤال المعاصر حول حقوق الأراضي لدى الساميين، استنتج أن السامي لم يعيشوا أبعد من ليرن في مقاطعة نورد تروندلاغ الشمالية حتى حوالي عام 1500، عندما بدأوا في التحرك نحو الجنوب وصلوا إلى منطقة بحيرة فيموندن في القرن الثامن عشر. هذا الافتراض ما زال مقبولاً بين العديد من المؤرخين ولكنه كان موضوع جدل علمي في القرن الحادي والعشرين. يُشير من يدعمون رأي نيلسن إلى عدم وجود أي استيطان سامي جنوبًا من ليرن في العصور الوسطى يترك أي أثر في المصادر الكتابية. يتم رد هذه الحجة بالإشارة إلى أن ثقافة السامية كانت رحلية وغير مكتوبة وبالتالي لا يُفترض أن تترك مصادر كتابية.زادت في السنوات الأخيرة عدد الاكتشافات الأثرية التي يتم تفسيرها دلالة على وجود الساميين في جنوب النرويج في العصور الوسطى وتشمل هذه الاكتشافات الآثار في ليسجا وفانغ في فالدريس وهول وأول في هالينجدال. يفترض أنصار تفسيرات السامية لهذه الاكتشافات وجود سكان مختلطين من الشعب النورسي والسامي في المناطق الجبلية في جنوب النرويج في العصور الوسطى.
حتى حوالي عام 1500، كان الساميون يعملون بشكل رئيسي في صيد الذخائر وعادة ما يجمعون بين النشاطين وكانوا يعيشون نمط حياة رحلي يتحكم فيه ترحال الرنة. حوالي عام 1500 ونتيجة للصيد المفرط الذي حفزه الحاجة  لدفع الضرائب للنرويج والسويد وروسيا فقد بدأ عدد الرنة في الانخفاض. توطن معظم السامي بعد ذلك على طول الفيوردات وعلى السواحل وعلى طول المجاري المائية الداخلية لمزاولة مزيج من تربية الماشية وصيد الحيوانات . بدأت نسبة صغيرة من الساميين في ترويض الرنة وأصبحوا المحليين المعروفين الذين على الرغم من تصويرهم في كثير من الأحيان من قبل الغرباء على أنهم يتبعون نمط حياة السامي التقليدي إلا أنهم يمثلون نسبة تقدر بحوالي 10% فقط من شعب السامي.
يُعتقد أن منذ عصر الفايكنغ تم دفع ثقافة السامي شمالًا بشكل متزايد، ربما بشكل رئيسي عن طريق الاستيعاب لعدم وجود أدلة تدعم الصراعات حتى الآن. مع ذلك يوجد بعض الفولكلور الذي يُطلق عليه اسم "ستالو" أو "الحكايات" عن العلاقات غير التجارية مع شعب محارب قاسٍ، فسرها لوستاديوس على أنها تاريخ لتفاعلات الفايكنغ. بالإضافة إلى هذه الاعتبارات فقد كانت هناك أيضًا علاقات تجارية مع الأجانب، كانت الجلود الحيوانية والفراء أكثر السلع شيوعًا وتبادلها مع الملح والسكاكين المعدنية وأنواع مختلفة من العملات. (كانت الأخيرة تُستخدم كزينة).
على طول الساحل الشمالي النرويجي، جاءت ثقافة السامي تحت ضغط خلال عصر الحديد بسبب توسع المستوطنات النورسية وفرض الضرائب من قبل الزعماء النورس الأقوياء. لا يزال طبيعة العلاقة بين السامي والنورس على طول الساحل الشمالي النرويجي في عصر الحديد موضوعًا مثيرًا للجدل ولكن ربما كان الساميون سعداء تمامًا بالتحالف مع زعماء النورس؛ حيث يمكن أن يوفروا الحماية ضد الأعداء الفينوغريقيين من منطقة بحر البيضاء.
تغير هذا الوضع جزئيًا في العصور الوسطى الأولى، حيث كُسرت سلطة الزعماء من قبل الدولة النرويجية المركزية. تحفزت موجة أخرى من المستوطنات النورسية على طول ساحل مقاطعة فينمارك نتيجة لتجارة الأسماك في القرن الرابع عشر. مع ذلك فإنها لم تؤثر هذه المجتمعات المتخصصة في الصيد بشكل كبير على نمط حياة السامي، في أواخر العصور الوسطى كانت الجاليتين يمكن أن تتعايشا جنبًا إلى جنب مع بعض الاتصالات القليلة ما عدا التجارة المنتظمة.

## فن الشعب السامي
تميّزت الفنون التقليدية للسامي بتوازنها بين العملية الوظيفية والجمال الزخرفي الحيوي. نشأت هاتان الصفتان نتيجة للاحترام العميق للطبيعة الذي يتجلى في تصوّر السامي للروحانية. وجدت ديانة السامي تعبيرها الأكثر اكتمالا في التشامانية الواضحة في عبادتهم للسيتي وهو صخرة أو جذع شجرة غير عادي الشكل يُعتقد أنه منزل لإله. الفن التصويري والنحتي في المفهوم الغربي هو ابتكار في ثقافة السامي في القرن العشرين يُستخدم للحفاظ على وتطوير الجوانب الرئيسية لثقافة وثنية معتمدة على إيقاعات الفصول.

## تحول اقتصادي
"من القرن الخامس عشر فصاعدًا فقد تعرض الساميين لضغوط متزايدة. أظهرت الدول المحيطة مثل الدنمارك والنرويج والسويد وروسيا اهتمامًا متزايدًا بمناطق الساميون، كانت السويد في ذلك الوقت محرومة من الوصول إلى البحر الشمالي بسبب الأراضي الدنماركية النرويجية وهي مهتمة بميناء على ساحل المحيط الأطلسي، وصل التوسع الروسي أيضًا إلى سواحل بحر بارنتس. ادعت كل منها الحق في فرض الضرائب على شعب السامي ووصل جباة الضرائب الناطقون بالفنلندية من الساحل الشمالي خليج بوثنيا الساحل الشمالي وجمع زملائهم الروس الضرائب بأبعد ما يكون إلى منطقة هارستاد في النرويج وجمع جباة الضرائب النرويجيون ثروات من الداخل في شبه جزيرة كولا."
"اشتدت عمليات الصيد وانخفض عدد الرنّة البرية، اضطر السامي إلى القيام بشيء آخر مما دفعه إلى بدأ تربية الرنة بشكل محدود. تُدرَّبت هذه الرنّة المروضة لتحويل الرنة البرية إلى الهاوية أو الخندق أثناء الصيد وتصاعدت تربية الرنة بشكل كبير.
غالبية السامي استقروا على طول أنهار الداخل أو الفُجُوج أو السواحل. بدأوا في تعزيز نظامهم الغذائي ودخلهم من خلال الصيد سواء في البحر أو المياه العذبة وصيد الحيوانات البرية الأخرى وتربية البقر والأغنام والماعز.
تلعب الرنة والحيوانات الأخرى دورًا مركزيًا في ثقافة السامي على الرغم من أن تربية الرنة لها اليوم أهمية اقتصادية تضاءلت بالنسبة لشعب السامي. ليس هناك إشارة واضحة حاليًا (عام 2004) عن بداية تربية الرنة ربما كانت حوالي عام 500 ميلادية ولكن كانت الضرائب مفروضة في القرن السادس عشر. منذ القرن السادس عشر دفع السامي دائمًا الضرائب بالعملة النقدية وقد اقترح بعض المؤرخين أن تربية الرنة بمقياس كبير ليست أقدم من هذه الفترة."
"لابونيا" (1673) التي كُتبت من قبل خطيب يوهانس شيفيرس، تُعد أقدم مصدر يحتوي على معلومات مفصلة حول ثقافة السامية. تمت كتابتها بسبب الدعاية الأجنبية "الشريرة"، خاصة من ألمانيا؛ حيث ادعت أن السويد حققت انتصارات في المعارك بواسطة سحر السامي. في محاولة لتصحيح الصورة الخاطئة لثقافة السامي بين الأوروبيين، بدأ ماغنوس دي لا غاردي مشروع أبحاث "أثنولوجي" مبكر لتوثيق مجموعات السامي وذلك بواسطة شيفيرس. تم نشر الكتاب في أواخر عام 1673 وتمت ترجمته بسرعة إلى الفرنسية والألمانية والإنجليزية وغيرها من اللغات (على الرغم من عدم ترجمته إلى اللغة السويدية حتى عام 1956). تم نشر نسخة معدلة ومختصرة بسرعة في هولندا وألمانيا، حيث تم استبدال الفصول التي تناولت الظروف الصعبة للعيش والطبوغرافيا والبيئة بقصص ملفقة عن السحر والشعوذة والطبول والوثنية. ولكن كانت هناك أيضًا انتقادات ضد الأثنولوجيا، حيث ادعت بعض الآراء أن السامي أكثر حربية من الصورة التي قدمها شيفيرس.

## السويد والشعب السامي
منذ القرن الخامس عشر، كان الشعب السامي موضوعًا للسويد والنرويج وروسيا وفي بعض الأحيان الدنمارك. في القرن السادس عشر، أكد جوستاف الأول ملك السويد رسميًا السيطرة السويدية على جميع أراضي السامي. كانت المنطقة مقسمة بين هذه الدول بما في ذلك السويد والنرويج وأجزاء من ما يُعرف الآن بفنلندا. خط الجريان المائي في شمال السكندنافية خدم كحدود محددة.
بعد هذا التوحيد تحت حكم السويد وتغيرت الهيكلية الاجتماعية. كان هناك نظام سابقًا مع قليل من المواطنين الحاكمين والأثرياء المعروفين باسم "بيركارلز" الذي لا وجود لهم اليوم، خاصة تحت حكم الملك تشارلز التاسع الذي أعلن نفسه ملكًا على "اللابيرز" في نوردلاندن، الكايانرز في عام 1607. خلال عملية تشريعية النصرانية القسرية للساميين، تم التخلي عن الممارسات الثقافية التقليدية مثل اليويكينج والطبول والتضحيات وتم تصنيفها باسم "سحر" أو "شعوذة" من قبل القانون. كان هذا التحول ربما يهدف إلى قمع المعارضة ضد الحكم. أدى التحكم الصارم المفروض على الساميين إلى خسائر كبيرة في ثقافتهم."
في الستينيات من القرن السابع عشر، فرضت السلطات السويدية نظام العمل الإجباري على مجتمعات السامي القريبة من منجم الفضة في ناسا. على الرغم من أن التعدين في منجم الفضة في ناسا كان غير مربح وانتهى في عام 1659 إلا أن ذلك أدى إلى انتقال العديد من السامي إلى لابمارك تورني في فترة ما بين 1640 و1650 لتجنب العمل القسري. هناك تقارير عن السامي الذين خدموا في الأنشطة التعدينية وأصبحوا في حالة فقر مدقع مما جعلهم يتسولون نتيجة لذلك.
اتفاقية الحدود بين السويد والنرويج (معاهدة سترومستاد لعام 1751) كانت تحتوي على مرفق يُعرف باسم "Lapp Codicil" لعام 1751، أو "Sami Magna Carta" بشكل متكرر. لا يزال لديها نفس المعنى بالنسبة للسامي حتى اليوم (أو على الأقل حتى عام 2005) ولكنها اتفاقية فقط بين السويد والنرويج ولا تشمل فنلندا وروسيا. تنظم كيفية تقاسم الأرض بين شعوب السامي على طول الحدود بين السويد والنرويج.
بعد القرن السابع عشر، فقدت العديد من عائلات السامية الحق في استخدام الأراضي السويدية لأنهم كانوا فقراء ولم يستطيعوا دفع الجزية عليها مثل الأشخاص الآخرين. أخذت الدولة أيضًا منطقة السامي في سيطرة أشد من خلال لوائح لابمارك الخاصة، حيث فرضت المستوطنات غير السامية في المنطقة. هذا أثار معارضة بين المجموعات السامية التي أرادت استعادة مناطق الصيد ورعي الحيوانات، غالبًا ما استولت مجموعات أخرى على استخدام الأرض وفي ذلك الوقت تم أيضًا إنشاء مقاطعة لابلاند في السويد.

## اهتمام روسيا
في القرن السادس عشر، كجزء من فترة التوسع العام للإمبراطورية الروسية، تم إرسال المبشرين إلى أقاصي الإمبراطورية وبناء عدة كنائس روسية أرثوذكسية على شبه جزيرة كولا. كان التقدم الأقصى نحو الغرب كنيسة القديس جورج في نييدين / نيافدام بالقرب من كيركينيس في المناطق الحدودية بين النرويج وروسيا.

## السياسات النرويجية في الشمال
في الجانب النرويجي، تم تحويل السامية إلى الديانة اللوثرية حوالي عام 1720. توماس فون فيستن كان الرجل الرائد في الجهد التبشيري وكانت طرقه تشمل حرق الطبول الشامانية. مع ذلك من الناحية الاقتصادية لم تكن حالة السامي سيئة لهذا الحد مقارنة بالسكان النرويجيين. كانوا أحرارًا في التجارة مع من يرغبون في التجارة معهم وكان لديهم علاقات تجارية مع النرويجيين والروس على حد سواء. مع ذلك فقد أدى الانهيار الاقتصادي للمجتمعات النرويجية على الساحل الخارجي إلى زيادة الضغط على الأرض والصراعات بين الجاليتين.

## أوائل القرن العشرين خلال الحرب العالمية الثانية
في القرن العشرين فرضت السلطات النرويجية ضغوطًا على ثقافة السامي بهدف جعل اللغة والثقافة النرويجية عالمية. كما حدث تطور اقتصادي قوي في الشمال مما منح الثقافة واللغة النرويجية مكانة. من ناحية السويد وفنلندا، كانت السلطات أقل تحفظًا في جهودها، ومع ذلك، أدى التطور الاقتصادي القوي في الشمال إلى ضعف مكانة السامي واقتصادهم.
على السبيل المثال، أي شخص يرغب في شراء أراضي الدولة أو استئجارها للزراعة في فينمارك، كان عليه أن يثبت معرفته باللغة النرويجية. هذا أدى أيضًا في النهاية إلى الانفصال في العشرينات من القرن الماضي مما زاد من الفجوة بين مجموعات السامي المحلية وهو شيء ما زال حاضرًا حتى اليوم وفي بعض الأحيان يحمل طابع صراع عرقي داخلي بين السامي.
مثل لم تسلم الأراضي القطبية للنرويج والسويد وفنلندا والاتحاد السوفيتي من غضب الحرب العالمية الثانية. بالنسبة للساميين الذين لم يكونوا لديهم مفهوم للسيادة الوطنية، فإن مفهوم الدول تتصارع على الأراضي كان غريبًا. مع ذلك، فإن الساميين أصبحوا محاصرين في الصراع من جميع الجهات. كان عاملا آخر هو التدمير الثقيل للحرب في شمال فنلندا وشمال النرويج في عامي 1944-1945، حيث دمرت جميع المنازل الموجودة والآثار المرئية لثقافة السامية بعد الحرب العالمية الثانية.

## اهتمام متجدد
بدأت الأخبار باللغة السامي على الإذاعة الوطنية في النرويج في عام 1946. في نفس الوقت تقريبا كانت هناك تجارب تُجرى لتعليم الأطفال الحروف الأبجدية بلغتين في الصف الأول والثاني لتسهيل عملية التعلم.تم تجاهل وجود أقلية سامي في النرويج بشكل كبير. ساهمت كل من التعليم والاتصالات والصناعة في دمج المجتمعات السامية في المجتمع النرويجي على حساب فقدان الهوية.
استمرت الصراعات بين السامي وحكومات الدول النوردية حتى منتصف القرن العشرين. في الستينات والسبعينات، تضمن بناء السد الكهرومائي مقترحات مثيرة للجدل مثل غمر قرية (مازي) ومقبرة تحت الماء.
في القرن السابع عشر فرضت السلطات السويدية نظام العمل القسري على مجتمعات الساميين القريبة من منجم فضة ناسا وعلى الرغم من أن التعدين في منجم الفضة ناسا لم يكن مربحًا وانتهى في عام 1659 إلا أن هذا أدى إلى انتقال العديد من الساميين إلى لابمارك تورني في الفترة من 1640 إلى 1650 لتجنب العمل القسري. يوجد تقارير تفيد بأن السامي الذين عملوا في أنشطة التعدين أصبحوا فقراء للغاية وتسبب ذلك في تصبحهم متسولين نتيجة لفقرهم الشديد.
بعد القرن السابع عشر فقدت العديد من العائلات السامية حق استخدام الأراضي السويدية لأنهم كانوا فقراء ولم يتمكنوا من دفع الجزية كبقية الأشخاص. اتخذت الدولة سيطرةً أكبر على منطقة الساميين من خلال لوائح لابمارك الخاصة وفرضت استيطانات غير سامية في المنطقة؛ مما أدى إلى زيادة المعارضة بين مجموعات السامي التي أرادت استعادة مناطق الصيد ورعي الحيوانات. في هذا السياق، غالبًا ما استولت مجموعات أخرى على استخدام الأرض. كما تم خلال هذه الفترة إنشاء مقاطعة لابلاند في السويد.